# Epidot
Az epidot (más néven: pisztacit, delfinit) a szilikátásványok közé tartozó ásványfaj. Elnevezésének eredete: francia közvetítéssel (épidote), a görög epidotos vagy epididonai szavakból (nyúlt megjelenésére utal).

## Szerkezete
Kristályrácsa SiO4-tetraédereket és Si2O7-csoportokat is tartalmaz, így szerkezete a nezo- és a szoroszilikátok közötti átmenetnek tekinthető.

## Megjelenési formái, genetikája
Nyúlt termetű, gyakran sugaras-fészkes megjelenésű.
Epimetamorfitokban kőzetalkotó ásvány: zöldpalában, glaukofánpalában, amfibolitban. Ritkábban kontaktmetamorf kőzetekben, bázisos-ultrabázisos magmás kőzetekben másodlagos elegyrészként (plagioklász átalakulási termékeként=saussuritesedés) is előfordul.

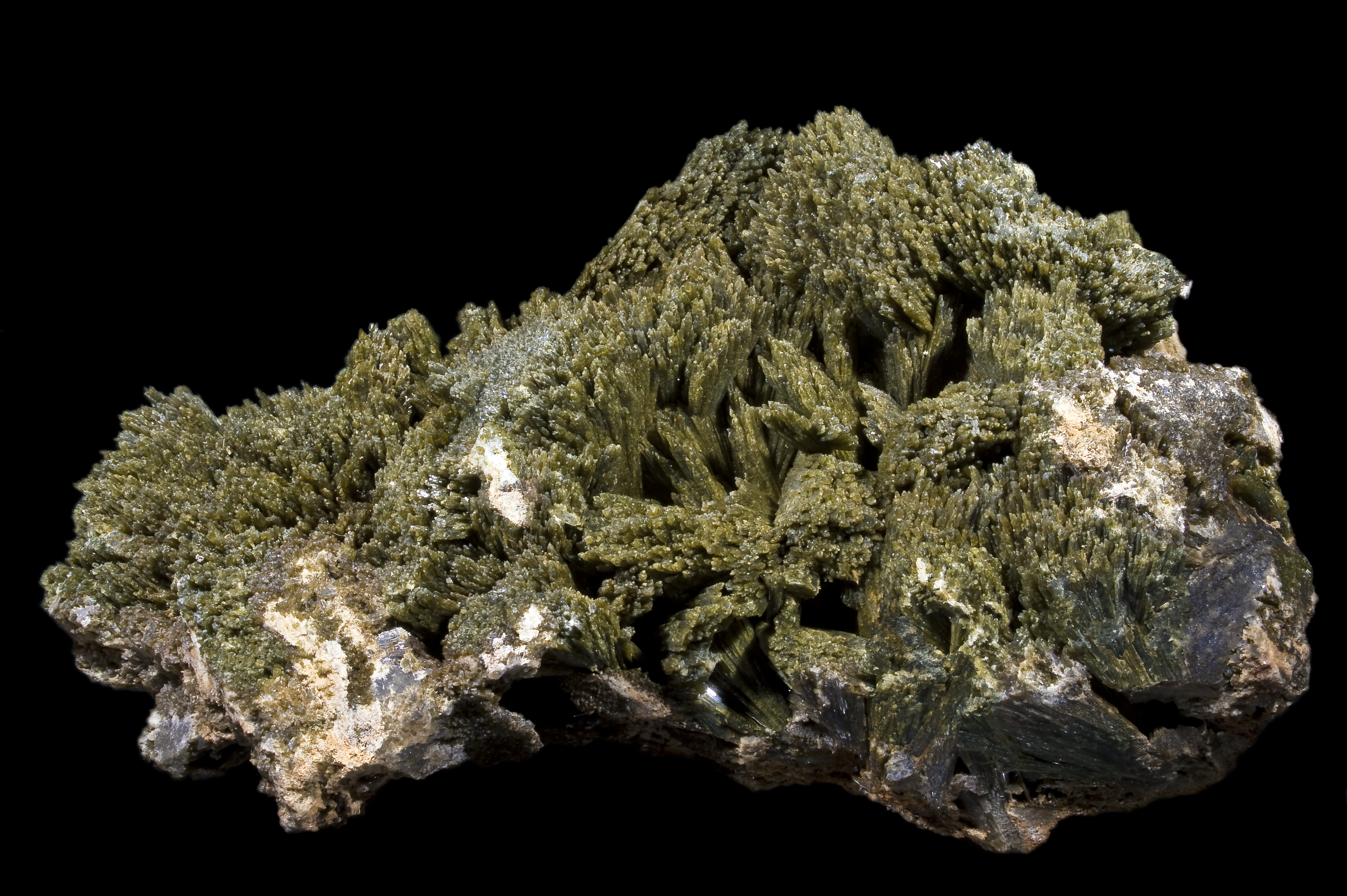
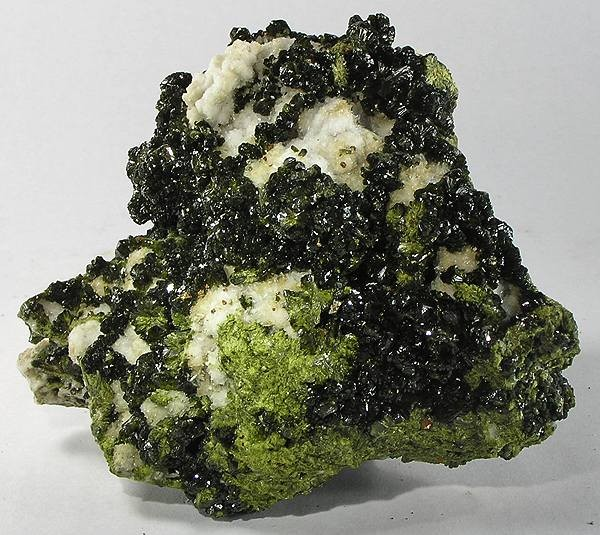
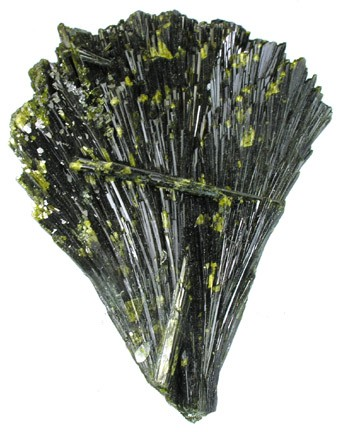

## Rokon ásványfajok
- zoizit
- klinozoizit
- ortit
- pumpellyit